# Narc (videojuego de 2005)
Narc es un videojuego de acción y aventura de 2005 desarrollado por VIS Entertainment y Point of View y publicado por Midway Home Entertainment para PlayStation 2, Xbox y Windows. Es un remake del juego Narc de 1988. Se planeó una versión para GameCube, pero luego fue cancelada.

## Jugabilidad
Narc es un juego de disparos en tercera persona en el que el jugador rastrea la distribución del nuevo narcótico letal "Liquid Soul" a lo largo de dos ciudades diferentes de Asia y Estados Unidos. El jugador controla a uno de dos personajes: el detective de narcóticos Jack Forezenski (con la voz de Michael Madsen) o el agente de la DEA Marcus Hill (con la voz de Bill Belamy). Ambos están liderados por el jefe de narcóticos Joe Kowalski (con la voz de Ron Pearlman), y el jugador cambia entre los dos a medida que se desarrolla la historia.
Como policía encubierto, los jugadores tienen libertad para recorrer las calles y administrar justicia a su discreción. Además de las misiones de la historia, los jugadores pueden encontrarse con 12 tipos de delitos callejeros aleatorios y detenerlos para aumentar su "puntuación de placa" (en términos generales, una medida de su confianza en la policía). Los jugadores también pueden mostrar su placa para hacer que los delincuentes se rindan o huyan. Los delincuentes que se resistan deben ser golpeados en un pequeño minijuego de "lucha" para ser esposados. Los jugadores también pueden arrestar a los narcotraficantes de los callejones y depositar sus drogas de forma segura en la estación.
Como alternativa, el jugador puede golpear a los traficantes de drogas para obtener su dinero y su material, y luego vender las drogas a civiles para obtener ingresos. El jugador también puede usar las drogas para obtener efectos beneficiosos temporales (el éxtasis evita que los enemigos ataquen, la velocidad te hace correr y disparar más rápido, etc.) a costa de perder puntos de insignia y la posibilidad de volverse adicto. El uso excesivo de la fuerza contra civiles inocentes o la venta de drogas a otros policías encubiertos resultan en pérdidas importantes de puntos de insignia.
Los jugadores tienen una calificación máxima de placa de 100. Si cae por debajo de 49, son degradados a Patrullero y no pueden aceptar nuevas misiones de la historia. El jugador debe recorrer las calles con su uniforme de policía y detener suficientes crímenes aleatorios para ser trasladado de nuevo a Narcóticos. Si la calificación del jugador cae por debajo de 24, es expulsado de la fuerza y se queda sin trabajo. Los jugadores desempleados no pueden luchar ni disparar armas sin atraer la atención de la policía. Si la calificación cae más, la policía busca al jugador y una calificación de 5 o menos genera oficiales específicamente para disparar o arrestar al jugador.
Hay 25 escondites de drogas ocultos en cada ciudad. Si se encuentran todos, desbloqueará el juego arcade original de Narc.

## Recepción
El juego recibió críticas mixtas por parte de los críticos.